# Raymond Wai Lin Htun
Raymond Wai Lin Htun (ur. 22 września 1976 w Hton-Bo-Quay) – birmański duchowny rzymskokatolicki, biskup pomocniczy Rangunu od 2025.

## Życiorys
Święcenia kapłańskie przyjął 18 marca 2007 i został inkardynowany do diecezji Hpa-an.
27 grudnia 2024 roku papież Franciszek mianował go biskupem pomocniczym Rangunu ze stolicą tytularną Thucca in Numidia. Sakry udzielił mu 19 marca 2025 kardynał Charles Maung Bo.